# Ùùrijn gol
Il fiume Ùùr o Ùùrijn gol (in mongolo Үүрийн гол) si trova nella Mongolia settentrionale, nella provincia del Hôvsgôl, dove attraversa soprattutto il distretto di Cagaan-Ùùr e in parte quello di Ėrdėnėbulgan; sfocia (50.518333°N 101.5875°E) nell'Ėgijn gol. Ha una lunghezza di 331 km.